# Distretto di Davanagere
Il distretto di Davanagere è un distretto del Karnataka, in India, di 1 789 693 abitanti. È situato nella divisione di Bangalore e il suo capoluogo è Davanagere.